# (6832) Kawabata
(6832) Kawabata (1992 FP) – planetoida z pasa głównego asteroid okrążająca Słońce w ciągu 5,75 lat w średniej odległości 3,21 j.a. Odkryta 23 marca 1992 roku.